# Olympische Sommerspiele 1932/Leichtathletik – Hammerwurf (Männer)

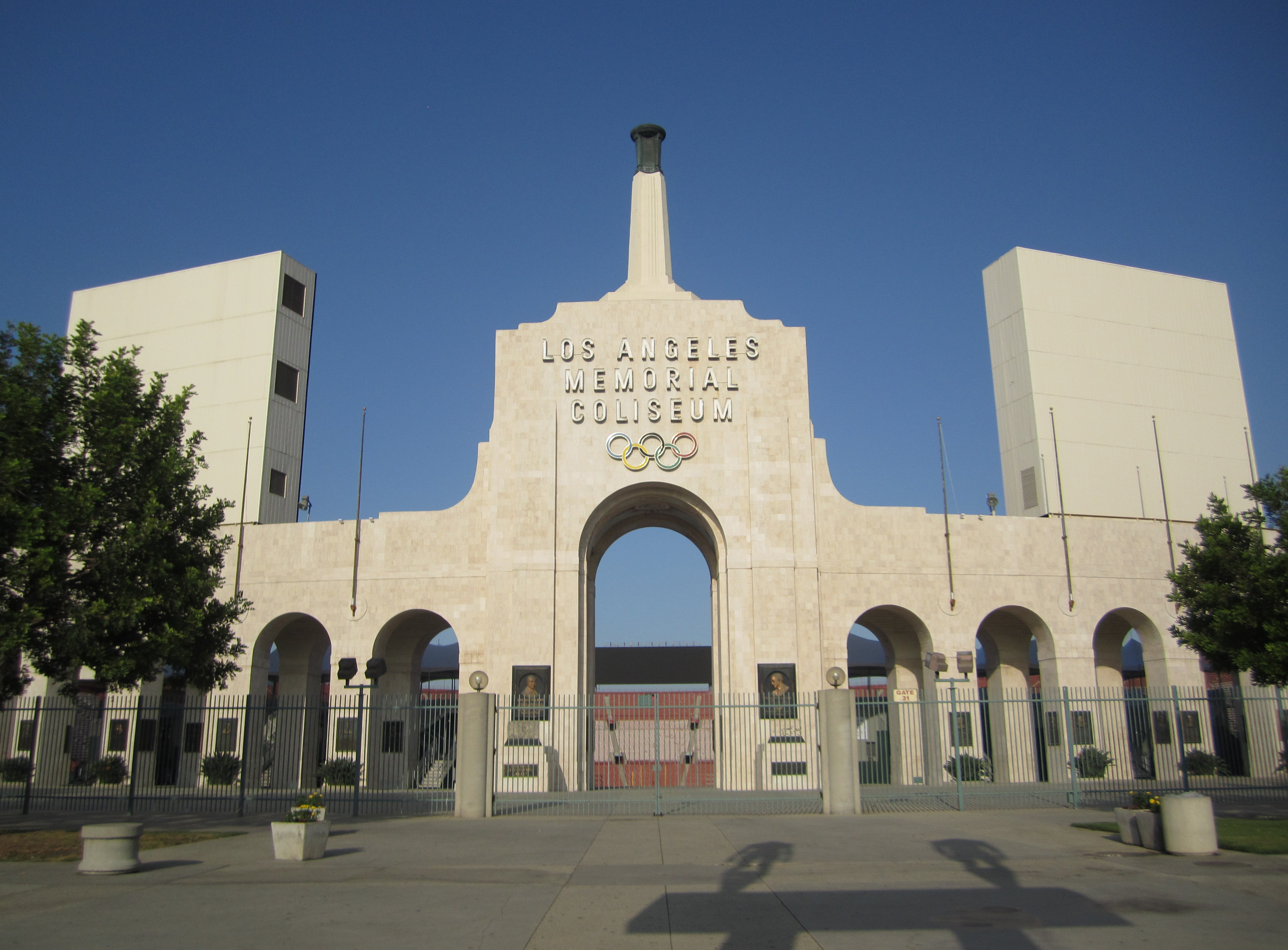
Eingang zum Los Angeles Memorial Coliseum

Der Hammerwurf der Männer bei den Olympischen Spielen 1932 in Los Angeles wurde am 1. August 1932 im Los Angeles Memorial Coliseum ausgetragen. Vierzehn Athleten nahmen teil.
Der Ire Pat O’Callaghan konnte seinen Olympiasieg von 1928 wiederholen. Er siegte vor dem Finnen Ville Pörhölä und dem US-Amerikaner Peter Zaremba.

## Bestehende Rekorde
| Weltrekord         | 57,77 m | Pat Ryan ( USA)     | New York, USA                 | 17. August 1913 |
| Olympischer Rekord | 54,74 m | Matt McGrath ( USA) | Finale OS Stockholm, Schweden | 14. Juli 1912   |

Der bestehende olympische Rekord wurde auch bei diesen Spielen nicht erreicht.

## Durchführung des Wettbewerbs
Alle Athleten gingen am 3. August gemeinsam in eine Qualifikationsrunde mit je drei Versuchen. Die besten sechs Wettkämpfer – hellblau unterlegt – hatten im Finale, das am selben Tag ausgetragen wurde, drei weitere Versuche. Dabei ging das Resultat der Qualifikation mit in das Endresultat ein.

## Legende
x: ungültig

## Qualifikation
Datum: 1. August 1932
| Platz | Name              | Nation             | 1. Versuch | 2. Versuch | 3. Versuch | Resultat | Anmerkung |
| ----- | ----------------- | ------------------ | ---------- | ---------- | ---------- | -------- | --------- |
| 1     | Ville Pörhölä     | Finnland           | 51,27 m    | 52,27 m    | x          | 52,27 m  |           |
| 2     | Pat O’Callaghan   | Irischer Freistaat | 47,76 m    | 52,51 m    | 50,87 m    | 52,51 m  |           |
| 3     | Peter Zaremba     | USA                | 50,33 m    | 47,67 m    | 50,16 m    | 50,33 m  |           |
| 4     | Ossian Skiöld     | Schweden           | 49,25 m    | 47,95 m    | 48,39 m    | 49,25 m  |           |
| 5     | Grant McDougall   | USA                | 48,36 m    | 49,02 m    | x          | 49,02 m  |           |
| 6     | Federico Kleger   | Argentinien        | 42,57 m    | 45,77 m    | 48,33 m    | 48,33 m  |           |
| 7     | Gunnar Jansson    | Schweden           | 47,33 m    | x          | 47,79 m    | 47,79 m  |           |
| 8     | Armando Poggioli  | Königreich Italien | 44,25 m    | 45,47 m    | 46,90 m    | 46,90 m  |           |
| 9     | Fernando Vandelli | Königreich Italien | X          | 43,42 m    | 45,16 m    | 45,16 m  |           |
| 10    | Yuji Nagao        | Japan              | 43,41 m    | x          | x          | 43,41 m  |           |
| 11    | Francisco Robledo | Mexiko             | 37,07 m    | 41,61 m    | x          | 41,61 m  |           |
| 12    | Masayoshi Ochiai  | Japan              | x          | 38,70 m    | 41,00 m    | 41,00 m  |           |
| 13    | Carmine Giorgi    | Brasilien          | 35,49 m    | 36,45 m    | x          | 36,45 m  |           |
| NM    | Frank Conner      | USA                | x          | x          | x          | ogV      |           |

## Finale und Resultat der besten Acht
Datum: 1. August 1932
|       |                  |                    |                     | Finale          |                 |                 |             |           |
| Platz | Name             | Nation             | Qualifikationsweite | 1. Versuch      | 2. Versuch      | 3. Versuch      | Endresultat | Anmerkung |
| 1     | Pat O’Callaghan  | Irischer Freistaat | 52,51 m             | 51,81 m         | 51,85 m         | 53,92 m         | 53,92 m     |           |
| 2     | Ville Pörhölä    | Finnland           | 52,27 m             | x               | 50,86 m         | 51,76 m         | 52,27 m     |           |
| 3     | Peter Zaremba    | USA                | 50,33 m             | x               | x               | x               | 50,33 m     |           |
| 4     | Ossian Skiöld    | Schweden           | 49,25 m             | 47,84 m         | 48,08 m         | 48,75 m         | 49,25 m     |           |
| 5     | Grant McDougall  | USA                | 49,02 m             | 49,12 m         | x               | 48,79 m         | 49,12 m     |           |
| 6     | Federico Kleger  | Argentinien        | 48,33 m             | x               | x               | 47,79 m         | 48,33 m     |           |
| 7     | Gunnar Jansson   | Schweden           | 47,79 m             | nicht im Finale | nicht im Finale | nicht im Finale | 47,79 m     |           |
| 8     | Armando Poggioli | Königreich Italien | 46,90 m             | nicht im Finale | nicht im Finale | nicht im Finale | 46,90 m     |           |

Pat O’Callaghan, schon vier Jahre zuvor in Amsterdam Olympiasieger, war auf dem Höhepunkt seiner Laufbahn. Vorsehen musste er sich nur vor dem Finnen Ville Pörhölä, der nach seinem Olympiasieg im Kugelstoßen vor zwölf Jahren die Disziplin gewechselt hatte. Und der bereits 35-jährige Pörhölä führte doch ziemlich überraschend bis zum fünften Durchgang. Mit seinem letzten Versuch bewies O’Callaghan jedoch Nervenstärke und übertraf damit den Finnen noch um einen halben Meter. Damit waren die Gold- und Silbermedaille verteilt. Bronze gewann der einheimische Peter Zaremba, der als einziger neben O’Callaghan und Pörhölä die 50-Meter-Marke übertraf. Der schwedische Olympiazweite von 1928 Ossian Skiöld wurde diesmal Vierter.
Ville Pörhölä gewann die erste finnische Medaille im Hammerwurf.

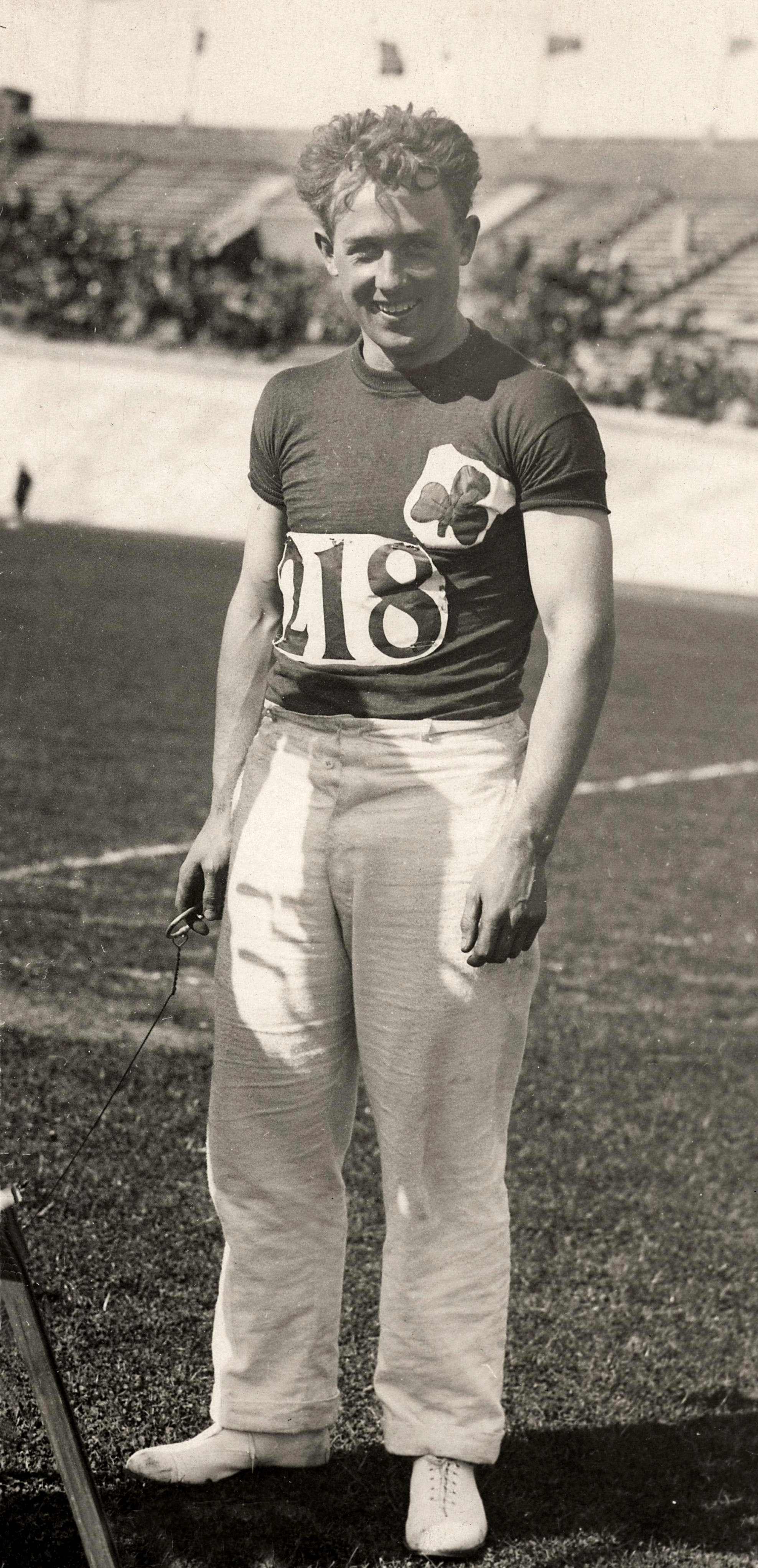
Olympiasieger Pat O’Callaghan
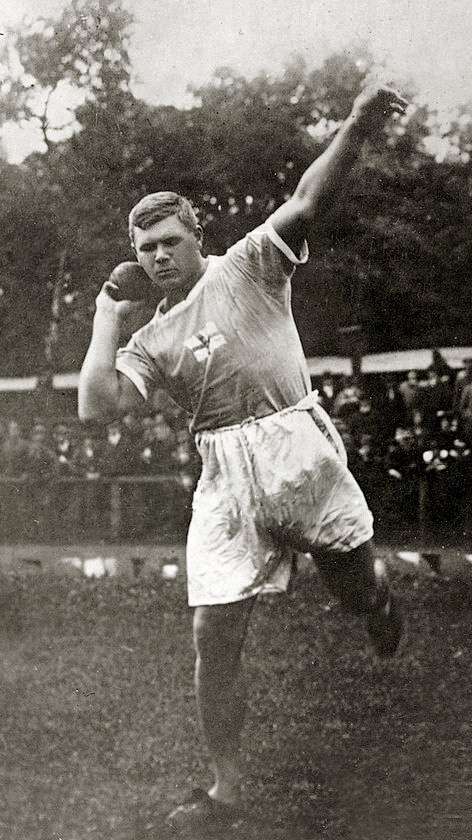
Ville Pörhälä (FIN), Gewinner im Kugelstoßen von 1920, errang hier im Hammerwurf Silber

## Videolinks
- Pat O’Callaghan (Ireland) HAMMER 53.92 meters 1932 Olympics Los Angeles, youtube.com, abgerufen am 6. Juli 2021
- 1932, Bob Tisdall & Pat O’Callaghan, Los Angeles Olympic Games, youtube.com, abgerufen am 6. Juli 2021